# باسيل إيوانيك
باسيل ويليام إيوانيك (بالإنجليزية: Basil William Iwanyk)‏ (ولد في4 يناير 1970، تينيك، الولايات المتحدة) هو منتج و مخرج امريكي من اصل أوكراني وهو مؤسس شركة ثندر رود بروداكشن. أشتُهر بإنتاجه لإفلام سكاريو وجون ويك وجودز أوف إيجبت.

## تأسيس شركة ثندر رود
بعد العمل لدى شركة وارنر برذرز في التسعينات قام إيوانيك بتأسيس شركة طريق الرعد للإنتاج للإنتاج الفني والإعلامي والسينمائي في عام 2000، حيث تعد الشركة من أكثر الشركات الإنتاجية ذات سمعة ممتازة من الصناعة السينمائية سجل ممتاز من النجاح النقدي.